# Relations entre l'Australie et les Émirats arabes unis
Les relations entre l'Australie et les Émirats arabes unis constituent les relations étrangères bilatérales entre la commonwealth d'Australie et les Émirats arabes unis.
Des liens bilatéraux existent entre les deux pays. Les Émirats arabes unis possèdent une ambassade à Canberra, tandis que l'Australie en possède une à Abou Dabi ainsi qu'un consulat général à Dubaï.

## Visites diplomatiques

### Visites en Australie
En février 2010, le ministre des Affaires étrangères des Émirats arabes unis, le cheikh Abdallah ben Zayed Al Nahyane, effectue une première visite officielle historique en Australie. Au cours de la tournée, un protocole d'accord sur la création d'une commission mixte des affaires consulaires est signé par le cheikh et le ministre australien des affaires étrangères Stephen Smith.

## Transports
Emirates effectue des liaisons directs de Dubaï à Perth, Adélaïde, Sydney, Brisbane et Melbourne. Etihad Airways assure des vols directs d'Abou Dabi à Sydney, Brisbane, Perth et Melbourne.

## Relations militaires
L'Australie soutient ouvertement les Émirats arabes unis pendant la guerre civile yéménite. Le pays océanien expédie des armes et des munitions pour les forces du gouvernement yéménite et la coalition dirigée par l'Arabie saoudite, ce qui suscite des critiques dans l'opinion publique concernant l'implication de l'Australie, compte tenu du nombre élevé de victimes civiles. Un général australien à la retraite, Mike Hindmarsh, est également engagé pour commander les troupes émiraties pendant la guerre.

## Échanges commerciaux

Valeur mensuelle des exportations de marchandises australiennes vers les Émirats arabes unis (en millions de dollars australiens) depuis 1988.

Valeur mensuelle des exportations de marchandises des Émirats arabes unis vers l'Australie (en millions de dollars australiens) depuis 1988.

Les Émirats arabes unis sont identifiés par l'Australie comme son plus grand marché dans la région du golfe Persique. En 2008-2009, le commerce entre les Émirats arabes unis et l'Australie est évalué à 5,5 milliards de dollars australiens. Sur ce montant, les exportations australiennes vers les Émirats arabes unis s'élèvent à 3,6 milliards de dollars australiens, tandis que les exportations des Émirats arabes unis vers l'Australie sont de 1,9 milliard de dollars australiens (comprenant les importations de pétrole brut pour une valeur de 1,7 milliard de dollars australiens).

## Éducation
La majorité des émiratis résidant en Australie sont des étudiants poursuivant leurs études dans diverses universités australiennes. L'Australie est une destination populaire vers laquelle les étudiants émiratis se tournent pour l'enseignement supérieur, avec des inscriptions qui augmentent au fil des ans,.En 2013, il y a jusqu'à 1 700 étudiants émiratis en Australie,,. La même année, plus de 900 étudiants émiratis s'inscrivent en Australie. Beaucoup d'entre eux bénéficient de bourses du gouvernement des Émirats arabes unis et poursuivent des études de troisième cycle ou de doctorat. Ils sont concentrés dans les grandes villes telles que Sydney, Melbourne, Brisbane et Perth. De plus, environ 14 000 émiratis visitent également l'Australie chaque année pour le tourisme. La migration est facilitée par l'assouplissement des exigences en matière de visa et les liaisons aériennes étendues entre les deux pays,.